# 中村桂子
中村 桂子（なかむら けいこ、1936年（昭和11年）1月1日 - ）は、生命誌研究者、JT生命誌研究館名誉館長。理学博士（東京大学、1964年）。東京府出身。
長女は、スウェーデン語講師、翻訳家の中村友子。
東大理学部卒。企業所属の生命科学研究所開設に際し研究員となる。人間社会との接点を測りながら遺伝子研究に携わる。生命体の本質を知るには生物の履歴が必要と考え、生命誌研究館を設立。著書に『生命科学から生命誌へ』(1991年)など。

## 略歴
- 1936年1月：東京府生まれ
- 1948年3月：千代田区立麹町小学校卒
- 1951年3月：千代田区立麹町中学校卒
- 1954年3月：お茶の水女子大学附属高等学校卒
- 1959年3月：東京大学理学部化学科卒
- 1964年3月：東京大学大学院生物化学修了
- 1964年4月：国立予防衛生研究所研究員
- 1964年10月:東京大学 理学博士[3][4]
- 1971年4月：三菱化成生命科学研究所社会生命科学研究室長
- 1981年5月：同・人間自然研究部長
- 1989年4月：早稲田大学人間科学部教授
- 1991年：日本たばこ産業企画部顧問
- 1993年4月：JT生命誌研究館副館長
- 1995年：東京大学先端科学技術研究センター客員教授
- 1996年：大阪大学連携大学院教授
- 2002年4月：JT生命誌研究館館長（2020年まで）
- 2003年6月：関西電力株式会社取締役（2006年まで）
- 2006年6月：関西電力株式会社監査役（2007年まで）[5]

## 社会的活動
- 文部科学省中央教育審議会委員（第1期～第2期）
- 同　国立大学法人評価委員会委員(第1期)
- 日本学術振興会21世紀COEプログラムプログラム委員会委員（平成18年度）

## 恩師
- 江上不二夫
- 渡辺格

## 受賞歴
- 1993年-第47回毎日出版文化賞『自己創出する生命』（哲学書房）[1][2]
- 1996年-第12回日刊工業新聞　技術・科学図書文化賞優秀賞『ゲノムを読む』（紀伊國屋書店）
- 2000年-第8回松下幸之助花の万博記念賞
- 2000年-第15回ダイヤモンドレディ賞
- 2002年-オメガ・アワード2002
- 2002年-第10回大阪府女性基金プリムラ賞
- 2007年-第45回大阪文化賞
- 2013年-アカデミア賞（全国日本学士会）
- 2023年-第14回KYOTO地球環境の殿堂[6][7]
- 2024年-第18回後藤新平賞（後藤新平の会）[8]

## 著書

### 単著
- 『生命科学』（講談社 1975　［講談社学術文庫］ 1996年）
- 『女性科学者ノート――めぐりあい』（人文書院 1982年/改題『生命科学者ノート』岩波現代文庫 2000年）
- 『生きもののしくみ』（ほるぷ出版 1986年 科学者からの手紙）
- 『女性のための生命科学』（中央公論社 1987年）
- 『毎日が科学の目』（ 講談社 1987年）
- 『子供の「なぜ」に答える本 親と子の科学教室』（PHP研究所 1987　のち文庫　）
- 『生命科学と人間』（日本放送出版協会NHKライブラリー、1989年）
- 『生命誌の扉をひらく――科学に拠って科学を超える』（哲学書房 1990年）
- 『ミクロコスモスに生命誌をよむ』大須賀節雄インタビュー（三田出版会 1990年）
- 『生命科学から生命誌へ』（小学館 1991年）
- 『自己創出する生命――普遍と個の物語』（哲学書房 1993年）--毎日出版文化賞受賞、（ちくま学芸文庫 2006年）
- 『あなたのなかのDNA――必ずわかる遺伝子の話』（ハヤカワ文庫 1994年）
- 『ゲノムの見る夢――中村桂子対談集』（青土社 1996年）（増補新版 2015年）
- 『科学技術時代の子どもたち』（岩波書店 1997年）
- 『生命誌の窓から』（小学館 1998年）
- 『食卓の上のDNA――暮らしと遺伝子の話』ハヤカワ文庫 1999年）
- 『生命誌の世界』（日本放送出版協会・NHKライブラリー 2000年） （改題『生命誌とは何か』 講談社学術文庫 2014年）
- 『「生きもの」感覚で生きる』（講談社 2002年）
- 『ゲノムが語る生命－新しい知の創出』（集英社新書 2004年）
- 『子ども力」を信じて、伸ばす』（三笠書房 2009年）
- 『「生きている」を考える』（NTT出版 2010年）
- 『科学者が人間であること』（岩波新書 2013年）
- 『ゲノムに書いてないこと』（青土社、2014年）
- 『絵巻とマンダラで解く生命誌』（藤原書店、2016年）
- 『知の発見 「なぜ」を感じる力』（朝日出版社、2015年）
- 『小さき生きものたちの国で』（青土社、2017年）
- 『いのち愛づる生命誌(バイオヒストリー) 38億年から学ぶ新しい知の探求』（藤原書店、2017年）
- 『「ふつうのおんなの子」のちから 子どもの本から学んだこと』（集英社クリエイティブ、2018年）
- 『中村桂子 ナズナもアリも人間も』(のこす言葉KOKORO BOOKLET)のこす言葉編集部 編・構成　平凡社、2018.11
- 『こどもの目をおとなの目に重ねて』（青土社、2020年）
- 『生きている不思議を見つめて』（藤原書店）2021
- 『中村桂子コレクション いのち愛づる生命誌』1-8巻　藤原書店、2019-23
- 『老いを愛づる 生命誌からのメッセージ』中公新書ラクレ、2022
- 『科学はこのままでいいのかな 進歩?いえ進化でしょ』 (ちくまQブックス)筑摩書房、2022
- 『人類はどこで間違えたのか 土とヒトとの生命誌』中公新書ラクレ、2024
- 『日本の「食」が危ない! 生命40億年の歴史から考える「食」と「農」』幻冬舎新書、2025

### 共著
- （加藤順子・辻堯）『組換えDNA技術の安全性――研究室から環境まで』（講談社, 1989年）
- （松原謙一）『生命のストラテジー』（岩波書店, 1990年/増補新版・早川書房[ハヤカワ文庫], 1996年）
- （多田富雄・養老孟司）『「私」はなぜ存在するか――脳・免疫・ゲノム』（哲学書房, 1994年/哲学文庫, 2000年）
- （松原謙一）『ゲノムを読む――人間を知るために』（紀伊國屋書店, 1996年）
- （養老孟司）『生命の文法――「情報学」と「生きること」』（哲学書房, 2001年）
- （東倉洋一編）『22世紀への手紙――生命・情報・夢』（NTT出版, 2001年）
- （山折哲雄）『往復エッセイ　「いのち」についての60の手紙』（産経新聞ニュースサービス, 2002年）
- （鶴見和子）『40億年の私の「生命」――生命誌と内発的発展論』（藤原書店, 2002年/新版, 2013年）
- （稲本正編）『森を創る 森と語る』（岩波書店, 2002年）
- （本庶佑）『生命の未来を語る』（岩波書店, 2003年）
- （鶴見俊輔）『わたしの中の38億年──生命誌の視野から』（編集グループSURE, 2008年）
- （和田誠）『生き物が見る私たち』（青土社、2014年）
- （大田堯）『百歳の遺言 いのちから「教育」を考える』（藤原書店, 2018年）
- 『ウイルスとは何か コロナを機に新しい社会を切り拓く』村上陽一郎, 西垣通共著　藤原書店、2020.11
- 『人間が生きているってこういうことかしら?』内藤いづみ共著　ポプラ社、2022.2

### 編著
- 『日本の名随筆　別巻89　生命』（作品社, 1998年）

### 共編著
- （松原謙一）『ゲノムから進化を考える』（岩波書店, 1997年-1998年）

### 編集
- 『愛づるの話。――生命誌〈2003(37‐40)〉』（JT生命誌研究館, 2005年）
- 『語る科学――生命誌年刊号Vol.41-44』（JT生命誌研究館, 2005年）
- 『観る――生命誌年刊号Vol.45-48』（JT生命誌研究館, 2006年）

### 訳書
- ジェームズ・ワトソン『二重らせん――DNAの構造を発見した科学者の記録』江上不二夫共訳（タイム・ライフ・インターナショナル 1968年/改訂版 1980年／講談社文庫、1986年）
- マイケル・ロジャース『遺伝子操作の幕あけ』渡辺格共訳（紀伊国屋書店 1978年）
- J・グッドフィールド『神を演ずる――遺伝子工学と生命の操作』（岩波書店 1979年）
- 今日のがん治療 L.イスラエル 丸の内棣共訳 共立出版 1980
- フランシス・クリック『生命――この宇宙なるもの』（思索社 1982年/増補版 1987年/新思索社・再装版 2005年）
- フランシス・クリック『熱き探究の日々――DNA二重らせん発見者の記録』（TBSブリタニカ 1989年）
- ロバート・ポラック『DNAとの対話――遺伝子たちが明かす人間社会の本質』中村友子共訳（早川書房 1995年）のちハヤカワ文庫
- 生物学と人間の価値 スティーブ・オルソン オーム社 1992
- マーロン・ホーグランド, バート・ドッドソン『Oh!生きもの――生物のみごとなしくみ』中村友子共訳（三田出版会 1996年）
- シャロン・バーチュ・マグレイン『お母さん, ノーベル賞をもらう――科学を愛した14人の素敵な生き方』（工作舎, 1996年）
- マーサ・C・ナスバウム, キャス・R・サンスタイン編『クローン、是か非か』渡会圭子共訳（産業図書 1999年）
- ロバート・ワインバーグ『裏切り者の細胞がんの正体』（草思社 1999年）
- ヒトはなぜのぞきたがるのか 行動生物学者が見た人間世界 ロバート・M.サポルスキー 白揚社 1999
- ロバート・ポラック『脳の時計、ゲノムの時計――最先端の脳研究が拓く科学の新地平』中村友子共訳（早川書房 2000年）
- マット・リドレー『ゲノムが語る23の物語』斉藤隆央共訳（紀伊國屋書店 2000年）
- リン・マーギュリス『共生生命体の30億年』（草思社 2000年）
- マット・リドレー『やわらかな遺伝子』斉藤隆央共訳（紀伊國屋書店 2004年）
- ナタリー・アンジェ『Woman女性のからだの不思議（上・下）』桃井緑美子共訳（集英社 2005年）

### 監訳
- Albertsほか『細胞の分子生物学 第4版』(ニュートンプレス, 2004年)
- Albertsほか『Essential 細胞生物学 原書第2版』(南江堂, 2005年)
- Watsonほか『ワトソン遺伝子の分子生物学 第5版』(東京電機大学出版局, 2006年)

### 監修
- （まんが・本庄敬）『まんがNHKスペシャル　生命　40億年はるかな旅1　/ 海からの創世　進化の不思議な大爆発』（小学館, 1994年）
- （まんが・本庄敬/監修・濱田隆士）『まんがNHKスペシャル　生命　40億年はるかな旅2 / 魚たちの上陸作戦　花に追われた恐竜』（小学館, 1995年）
- （まんが・本庄敬/監修・松井孝典）『まんがNHKスペシャル　生命　40億年はるかな旅3 / 大空への挑戦者』（小学館, 1995年）
- （まんが・本庄敬/監修・大島泰郎）『まんがNHKスペシャル　生命　40億年はるかな旅4 / 奇跡のシステム“性”　昆虫たちの情報戦略』（小学館, 1995年）
- （まんが・本庄敬/監修・河合雅雄）『まんがNHKスペシャル　生命　40億年はるかな旅5 / ヒトがサルと別れた日　ヒトは何処へいくのか』（小学館, 1995年）

- （翻訳工房ことだま訳）ニコラス・ウェイド『DNAのらせんはなぜ絡まらないのか』（翔泳社, 2000年）
- （中村友子訳）デイヴィス・ケヴィン『ゲノムを支配するものは誰か　クレイグ・ベンターとヒトゲノム解読競争』(日本経済新聞社, 2001年)